# Sally Salisbury
Sally Salisbury, verkligt namn Sarah Pridden, även känd som Sarah Priddon, född omkring 1690-1692, död 1724 på Newgatefängelset i London, var en berömd engelsk prostituerad i 1700-talets London. Hon var en av det dåtida Londons kanske mest kända kurtisaner och hade klienter bland flera av dåtidens kända personer. Hon fängslades för att ha knivhuggit en klient år 1722 och avled i fängelset. 
Hon är föremål för många biografier, och har föreslagits vara förebilden för William Hogarths Moll Hackabout.